# Bitwa w Podlesiu
Bitwa w Podlesiu  − bitwa powstania styczniowego stoczona 4 maja 1863 roku w Podlesiu, które obecnie jest dzielnicą miasta Bukowno. Walka toczyła się między oddziałem powstańczym dowodzonym przez płk Józefa Miniewskiego, a oddziałami rosyjskimi. Starcie zakończyło się zwycięstwem powstańców.

## Przed bitwą
Po bitwie pod Grochowiskami, na skutek splotu różnych błędów, zgrupowanie dyktatora Mariana Langiewicza uległo rozpadowi, a większość powstańców znalazła się w Galicji. Wśród tych powstańców byli też żołnierze oddziału generała Antoniego Jeziorańskiego pochodzący z Mazowsza. Rząd Narodowy postanowił w okolicach Krakowa utworzyć nowy oddział powstańczy, którego zadaniem byłoby przedarcie się do Mazowsza. Na czele tego nowo formowanego oddziału Mazowieckiego wyznaczono płk Józefa Miniewskiego. Płk Miniewski planował, że po wejściu do Kongresówki zajmie stację kolejową w Maczkach. Stamtąd pociągiem, linią kolei Warszawsko-Wiedeńskiej przemieści się w głąb Kongresówki, żeby tam prowadzić działania zbrojne. Na skutek kiepskiego przygotowania wyprawy zamiar ten nie został zrealizowany.
Oddział ten miał być wyposażony w dwie armaty Zieleniewskiego kute, gwintowane zamówione w krakowskiej fabryce żelaznej i odlewni. Armaty te kosztowały 5000 złotych reńskich i zapłacono za nie 2000 złr zaliczki. Działa te jednak podkupił generał Ludwik Mierosławski, który włączył je do swojego oddziału. Zamówiono więc kolejne działa. Tuż przed wyprawą jednak zamiast armat dostarczono coś co Miniewski w swoich wspomnieniach określił jako pompy odlane, żelazne, bez zapałów. Nie nadawało się to do walki, więc to żelastwo zakopano. Oddział miał posiadać własną kawalerię w ilości 40 koni. Koni jednak na punkt zboru przed wyprawą nie dostarczono, bo obywatel u którego one się znajdowały przywłaszczył je sobie. Kawalerzyści rozpoczęli wyprawę niosąc siodła na plecach. Były też duże problemy z amunicją. Do oddziału dostarczono jedynie 4000 kapiszonów, co po rozdzieleniu dawało po kilka sztuk na strzelca. Zapomniano też powiadomić niektórych oficerów o dacie wyprawy, więc dołączyli oni do oddziału dopiero po bitwie. Mimo tych braków pod wpływem nacisków Miniewski ze swoim oddziałem wkroczył do Kongresówki. Obawiano się, że Austriacy rozbroją i aresztują zgromadzonych już powstańców.

## Bitwa
O świecie 4 maja 1863 roku oddział Mazowiecki wkroczył do Kongresówki w okolicach wsi Czyżówka. Liczył on około 500 żołnierzy, w tym legia zagraniczna do 30 osób pod dowództwem Włocha, płk. Francesco Nullo. (Miniewski wspomina o 800 żołnierzach) Zaraz na początku doszło do zwycięskiej potyczki z patrolem rosyjskim. Oddział posunął się dalej i stanął obozem w Podlesiu. Płk Miniewski postanowił tutaj zaczekać na przybycie oficerów i dostarczenie mu brakującej amunicji i koni.  Nad granicą ustawiono placówkę 150 żołnierzy, aby zabezpieczali oni posiłki przybywające z Galicji i aby przesyłali je dalej. Zamiast posiłków pojawili się jednak Rosjanie, którzy uderzyli na ten wysunięty ku granicy oddziałek. Polacy cofnęli się do głównego oddziału, który zajmował górzystą pozycję. Rozpoczęła się bitwa trwająca od godziny 14 do 17. Podczas tej walki Polacy kilkukrotnie szli do ataku na bagnety, ostatecznie zmuszając Rosjan do wycofania się. Dużą rolę w tych atakach i odniesionym zwycięstwie odegrał oddział żuawów śmierci dowodzonych przez majora Stanisława Lesińskiego.

## Po bitwie
Według Zielińskiego straty oddziału rosyjskiego wyniosły około 60 zabitych i rannych. Większość z nich została zabrana przez samych Rosjan podczas wycofywania się. Na placu boju zostało 10 trupów rosyjskich, których już nie zdążyli wziąć ze sobą. Straty polskie według relacji płk Miniewskiego to kilkunastu zabitych i rannych. Rannych odesłano za granicę do Galicji. Po bitwie do oddziału dołączyli brakujący oficerowie. Amunicji i koni jednak nie dostarczono. Ze względu na braki w zaopatrzeniu niemożliwe było realizowanie pierwotnego planu, aby pociągiem udać się w głąb Kongresówki. Miniewski postanowił schronić się w lasach. Ruszył więc w kierunku północnym. Następnego dnia doszło do bitwy pod Krzykawką.